# 新町宿

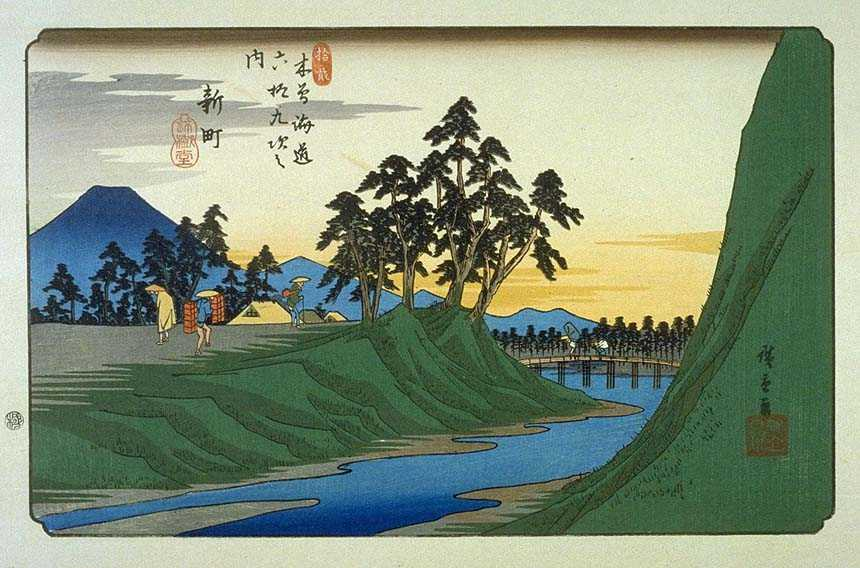
木曽海道六十九次 新町（歌川広重画）

新町宿（しんまちしゅく）は、江戸時代に指定された江戸から数えて11番目の中山道六十九次（木曽街道六十九次）の宿場町であった。

## 概要
新町宿は、現在の群馬県高崎市新町に位置する。新町宿は、中山道で最も遅く成立したものであった。新町宿の指定により中山道の宿場町は67宿となったが、東海道と重複する草津宿、大津宿を加えて中山道六十九次（または木曽街道六十九次）と呼ばれた。

### 中山道経路の変更
江戸時代初期新町宿周辺の中山道の本庄宿と倉賀野宿との間の経路は、烏川北岸の玉村を通っていた。その後、慶安4年（1651年）に「落合新町」、承応2年（1653年）に「笛木新町」（いずれも烏川南岸）に伝馬役が命ぜられ、経路が変更された。

### 新町宿の指定と展開
新町宿は落合村と笛木村が合体してできた宿場町である。新町宿成立の経緯と地名の由来は、『多野藤岡地方誌』に示されている。
地古文書・古記録には、新町宿は落合村と苗木村から構成されることから 「落合新町」「笛木新町」と区分された記述があり、行政的には両者独立していたという。
新町宿の石高は、安政3年（1856年）の「新町熊谷間五ヶ宿盛衰其他内調書上」によると863石1斗8升6合とされている。近隣の本庄宿では2149石8斗7升1合、熊谷宿では2024石5斗4升2合であった。新町宿の助郷村の状況は、江戸時代末期の助郷村調によると,13,232石で, 定助郷32ヶ村,であった。新町宿の宿内の内訳は、天保14年（1843年）の『中山道宿村大概帳』によれば、家数は407軒、うち本陣2軒、脇本陣1軒、旅籠43軒で宿内人口は1,473人であった。嘉永5年（1852年）の「嘉永5子年宿方銘細書上帳」によると、新町宿の本陣2軒、脇本陣1軒、問屋4軒、旅籠屋42軒とされている。
新町宿の状況は調書の報告によると「乱宿事実善悪で先ず平凡」であったという。

## 災害

### 水害

#### 寛保二年江戸洪水
寛保2年（1742年）には、寛保二年江戸洪水があった。7月28日（新暦8月28日）頃より、暴風雨が畿内を襲い、関東でもこの日以後雨が降り始めた。翌々日の8月1日の夜に入ると江戸では最初は雨とともに北東の激しい風が吹き始めていたが、夜四ッ時ころから激しい南風に変わり激しい荒に見舞われ、江戸を中心に広範囲にわたる被害が記録されている。利根川上流域に位置する新町宿は利根川水系烏川支流の神流川の氾濫が及んでおり、その被害状況は「新町町史」に、家屋の押し流し、死者および中山道の通行止め等の被害状況の記述がある。

### 火災
寛政年中（1789年 - 1800年）、天保4年（1833年）、天保10年（1839年）、寛永5年（1852年）、寛永6年（1853年）、安政3年（1856年）に火災があり新宿町に記録があった。被害はおおきくなかったため「先無難」との記述があった。

## 隣の宿
中山道
本庄宿 - 新町宿 - 倉賀野宿

## 最寄り駅
- 東日本旅客鉄道（JR東日本）高崎線 新町駅

## 参考資料
- 新井健司「江戸時代中期の新町宿に洪水被害を与えた神流川下流の河道変遷」『上武大学経営情報学部紀要』第29号、上武大学経営情報学部、2006年、119-142頁。
- 多野藤岡地方誌編集委員会 1976．『多野藤岡地方誌』 。
- 原沢文彌「中山道坂本熊谷間10宿の宿駅の規模-近世宿駅の歴史地理学的考察の一過程-」新地理 2.3 (1954): 26-40.